# Jovsi
Jovsi so obsežna naravna ravnica razparceliranih mokrišč, ki se razprostirajo na površini okoli 4,5 km² med cesto Župelevec - Dobova, Kapelskimi goricami in reko Sotlo v občini Brežice. Ime izvira iz nemškega izraza Jauchsee (Gnojnično jezero).
Zaradi naravovarstvenega pomena je območje zaščiteno in sicer kot: 
- posebno varstveno območje - Območje Natura 2000 (Ur. l. RS št. 49/2001)
- ekološko pomembno območje (Ur. l. RS št. 48/2004)
- naravna vrednosta (Ur. l. RS št. 111/2004)
- naravni spomenik (Ur. l. RS št. 58/1995)

Območje je tudi predlagano za Ramsarsko lokaliteto.

## Živalstvo in rastlinstvo
Jovsi so naravoslovno bogato območje poplavnega in močvirnega sveta, ki ga odlikuje velika pestrost rastlinskih in živalskih vrst. Tu gnezdi okoli 60 ptičjih vrst, o katerih so ornitologi zbrali veliko podatkov. Tu redno ali občasno prebiva nekaj evropsko pomembnih vrst: orel belorepec (Haliaeetus albicilla), zlatovranka (Coracias garrulus), črna štorklja (Ciconia nigra), bela štorklja (Ciconia ciconia), kozica (Gallingo gallingo), ter kosec (Crex crex) in črnočeli srakoper (Lanius minor), ki sta evropsko ogroženi vrsti. Številčne so bičja trsnica (Acrocephalus schoenobaenus), rjava penica (Sylvia communis) in kobiličar (Locustella naevia).
Regulirana rečica Šica in nekdanje rečne mrtvice so mrestišča več vrst dvoživk, metulj močvirski cekinček (Lycaena dispar) pa živi na obrežnih rastlinah.
Med 132 rastlinskimi vrstami so tudi nekatere zelo redke: navadni kačji jezik (Ophioglossum vulgatum), močvirska kukavica (Orchis palustris), navadna vodna lečica (Wolffia arrhiza) in lasasti dristavec (Potamogeton trichoides).

## Koščeva pot
Na območju Jovsov je urejena Koščeva pot, dolga 1 km, ki vodi od Kapel do obrobja Jovsov. Označilo z informativnimi tablami in uredilo jo je Turistično društvo Kapele. V središču naselja je tudi informacijska soba s panoji in drugimi animacijami. Na koncu poti v Jovsih je tudi opazovalni stolp.